# Stichting Levende Molens Nederland
De Stichting Levende Molens Nederland is een Nederlandse molenstichting, gevestigd aan de Mahlerlaan 12 in Roosendaal. De stichting zet zich in voor het behoud van werkende molens en molenlandschappen.
Het bezoekerscentrum, het Centrum voor Molinologie, is gevestigd in het klooster Mariadal, Vincentiusstraat 7 te Roosendaal (uitsluitend te bezoeken op afspraak). Het centrum heeft een fototheek, bibliotheek, diatheek en knipselarchief. De fototheek bestaat uit zwart-wit foto's van verdwenen en nog bestaande wind- en watermolens uit Vlaanderen en Nederland. In de bibliotheek zijn alle provinciale molenboeken van Nederland en België te vinden en is een volledige inventaris van het molenbestand aanwezig. De diatheek bestaat uit kleurendia's en kunnen gebruikt worden voor lezingen en voordrachten op scholen, verenigingen en opleiding van vrijwillige molenaars. In het knipselarchief zitten molenknipsels uit kranten en tijdschriften.
Website: www.molencentrum.nl